# Nephrotoma subalterna
Nephrotoma subalterna is een tweevleugelige uit de familie langpootmuggen (Tipulidae). De soort komt voor in het Nearctisch gebied.